# Biblioteka Kultury
Die Biblioteka “Kultury” (polnisch; Kulturbibliothek) ist eine in Frankreich erscheinende polnische Buchreihe, die 1953 begründet wurde, und die von dem polnischen Emigrantenverlag Literarisches Institut (Instytut Literacki) in Paris (Abk. ILP) unter der Leitung von Jerzy Giedroyc (1906–2000) herausgegeben wurde, der auch der Herausgeber der Zeitschrift Kultura war.

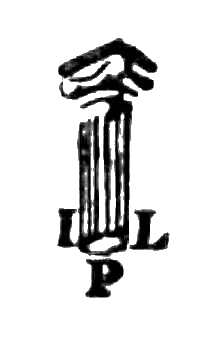
Logo des Literarischen Instituts (ILP) in Paris

In den 48 Jahren ihres Erscheinens wurden bis 2000 512 Nummern im Rahmen der Reihe veröffentlicht. Die Reihe umfasste Historische Hefte (Zeszyty Historyczne, seit Nr. 73 (Zeszyt / Heft 1, 1962), jeweils 4 pro Jahr) und Bücher: literarische Werke sowie politische Werke und Memoirenwerke. Im Rahmen der Reihe erschienen Bücher von Autoren wie Witold Gombrowicz, George Orwell, Czesław Miłosz, Stefan Korboński, Józef Łobodowski, Raymond Aron, Józef Mackiewicz, Boris Pasternak, Józef Czapski, Adam Ciołkosz, Juliusz Mieroszewski, Jerzy Andrzejewski, Stefan Kisielewski, Alexander Solschenizyn, Leszek Kołakowski, Kazimierz Orłoś, Gustaw Herling-Grudziński, Marek Hłasko, Jakub Karpiński, Arthur Koestler, Wiktor Woroszylski. Neben polnischer Originalliteratur enthält sie auch viele polnische Übersetzungen fremdsprachiger Werke.

## Bandübersicht
Die folgende Übersicht (in polnischen Schreibungen) erhebt keinen Anspruch auf Aktualität oder Vollständigkeit:

### 1953
- 1. Witold Gombrowicz Trans-Atlantyk. Ślub.
- 2. George Orwell 1984.
- 3. Czesław Miłosz Zniewolony umysł [Verführtes Denken].
- 4. James Burnham Bierny opór czy wyzwolenie? [Containment or Liberation?]
- 5. Czesław Miłosz Światło dzienne. [Tageslicht] (Poezje).
- 6. Czesław Straszewicz Turyści z bocianich gniazd.

### 1954
- 7. Stefan Korboński W imieniu Rzeczypospolitej…
- 8. Józef Łobodowski Złota Hramota. (Poezje).

### 1955
- 9. Czesław Miłosz Zdobycie władzy.
- 10. Czesław Miłosz Dolina Issy.
- 11. Marian Pankowski Smagła swoboda.
- 12. Teodor Parnicki Koniec Zgody Narodów. Band I–II.

### 1956
- 13. Stefan Korboński W imieniu Kremla…
- 14. Raymond Aron Koniec wieku ideologii.
- 15. Graham Greene Moc i chwała.

### 1957
- 16. Leo Lipski Dzień i noc. (Opowiadania).
- 17. Andrzej Chciuk Smutny uśmiech. (Opowiadania).
- 18. Jeanne Hersch Polityka i rzeczywistość.
- 19. Czesław Miłosz Traktat poetycki.
- 20. Józef Mackiewicz Kontra.
- 21. Witold Gombrowicz Dziennik (1953–1956).
- 22. Andrzej Bobkowski Szkice piórkiem (Francja 1940–1944). Band I–II.
- 23. Paweł Zaremba Historia Stanów Zjednoczonych.
- 24. Aleksander Hertz Amerykańskie stronnictwa polityczne. (Mechanizm demokracji).
- 25. Daniel Bell Praca i jej gorycze. (Kult wydajności w Ameryce).

### 1958
- 26. Jan Winczakiewicz Izrael w poezji polskiej. (Antologia).
- 27. Milovan Dżilas Nowa klasa wyzyskiwaczy. (Analiza systemu komunistycznego) [na okładce rok wydania: 1957]
- 28. Marek Hłasko Cmentarze. Następny do raju.
- 29. Czesław Miłosz Kontynenty.
- 30. Jan Kowalik Polska w bibliografii niemieckiej 1954–1956 oraz uzupełnienia do okresu 1945–1953.
- 31. Stanisław Rembek W polu. (Opowieść).
- 32. Howard Fast Król jest nagi.
- 33. Simone Weil Wybór pism.
- 34. Albert Camus Człowiek zbuntowany.
- 35. James Burnham Rewolucja manadżerska.

### 1959
- 36. Tadeusz Katelbach Rok złych wróżb (1943).
- 37. Jurij Ławrynenko Rozstrilane widrodżenija.
- 38. Józef Łobodowski Pieśń o Ukrainie.
- 39. Tadeusz Nowakowski Syn zadżumionych.
- 40. Program Związku Komunistów Jugosławii. Krytyka ‘Komunista’ [Programm des Bundes der Kommunisten Jugoslawiens]. (Dokumenty Heft 5)[3]
- 41. Kultura masowa. Wybór essayów [Massenkultur. Eine Auswahl von Aufsätzen]. (Dokumenty Heft 6).
- 42. Marek Hłasko Hrbitovy.
- 43. Jan Kowalik Kultura 1947–1957. Bibliografia zawartości treści. Działalność wydawnicza (1946–Mai 1959).
- 44. Borys Pasternak Doktor Żiwago.
- 45. Wacław Lednicki Glossy Krasińskiego do apolegetyki rosyjskiej.
- 46. Abram Terc [i.e. Andriej Siniawskij] Sąd idzie. Co to jest realizm socjalistyczny?
- 47. Tibor Déry Niki.
- 48. Wiktor Sukiennicki Kolumbowy błąd. Szkice z historii, teorii i praktyki sowieckiego “komunizmu”. (Dokumenty Heft 7).
- 49. Wacław Iwaniuk Milczenia. 1949–1959. Poezje.
- 50. Czesław Miłosz Rodzinna Europa.

### 1960
- 51. Gustaw Herling-Grudziński Skrzydła ołtarza.
- 52. Halszka Guilley-Chmielowska Spotkania na galerii.
- 53. Józef Czapski Oko.
- 54. Witold Gombrowicz Pornografia.
- 55.  Leo Lipski Piotruś.
- 56. Aldous Huxley Nowy wspaniały świat poprawiony.
- 57. Kazimierz Wierzyński Tkanka ziemi. (Poezje).
- 58. Stanisław Kot Jerzy Niemirycz – w 300-lecie Ugody Hadziackiej.
- 59. Czesław Miłosz Węgry. (Dokumenty Heft 8).
- 60. Artur Maria Swinarski Sasza i bogowie. Cztery utwory dramatyczne.
- 61. Andrzej Chciuk Rejs do Smithon – Stary ocean.

### 1961
- 62. Adam Ciołkosz Róża Luksemburg a rewolucja rosyjska. (Dokumenty Heft 9)
- 63. Bogdan Czaykowski i Bolesław Sulik Polacy w Wielkiej Brytanii.
- 64. Danuta Mostwin Ameryko! Ameryko!
- 65. Paweł Hostowiec [i.e. Jerzy Stempowski] Eseje dla Kassandry.
- 66. Aleksander Hertz Żydzi w kulturze polskiej.
- 67. Andrzej Stawar Pisma ostatnie. (Dokumenty Heft 10).
- 68. Abram Terc [i.e. Andriej Siniawskij] Opowieści fantastyczne.
- 69. I. Iwanow [i.e. A. Remizow] Czy istnieje życie na Marsie?
- 70. Abram Terc [i.e. Andriej Siniawskij] Fantasitczeskije powiesti.
- 71. I. Iwanow [i.e. A. Remizow] Jest li żizń na Marsie?
- 72. Paweł Zaremba Historia Polski Band I: Od zarania państwa do roku 1506.

### 1962
- 73. Zeszyty Historyczne. Heft 1.
- 74. Adam Czerniawski Topografia wnętrza. Poezje.
- 75. Władysław Broniewski Wiersze.
- 76. Józef Czapski Na nieludzkiej ziemi. (Wyd. drugie).
- 77. Czesław Miłosz Człowiek wśród skorpionów.
- 78. Bernard Singer Od Witosa do Sławka.
- 79. Czesław Miłosz Król Popiel i inne wiersze.
- 80. Zeszyty Historyczne. Heft 2.
- 81. Witold Gombrowicz Dziennik. Band II (1957–1961).
- 82. Milovan Dżilas Rozmowy ze Stalinem.
- 83. Jerzy Mond 6 lat temu… (Kulisy Polskiego Października). (Dokumenty Heft 11)

### 1963
- 84. Zeszyty Historyczne. Heft 3.
- 85. Józef Wittlin Orfeusz w piekle XX wieku.
- 86. Zygmunt Haupt Pierścień z papieru.
- 87. Marek Hłasko Opowiadania.
- 88. Maria Czapska Polacy w ZSSR (1939–1942). Antologia.
- 89. Witold Jedlicki Klub Krzywego Koła. (Dokumenty Heft 12)
- 90. Zeszyty Historyczne. Heft 4.
- 91. Abram Terc [i.e. Andriej Siniawskij] Lubimow.
- 92. We własnych oczach. Antologia współczesnej literatury sowieckiej.
- 93. Gustaw Herling-Grudziński Drugie przyjście oraz inne opowiadania i szkice.
- 94. Jan Kowalik Materiały do historii prasy polskiej na obczyźnie 1939–1962. Bibliografie. Band I.

### 1964
- 95. Zeszyty Historyczne. Heft 5.
- 96. Marek Hłasko Wszyscy byli odwróceni. – Brudne czyny.
- 97. Kazimierz Wierzyński Kufer na plecach. Poezje.
- 98. Bogdan Czaykowski Spór z granicami. Poezje.
- 99. Wincenty Witos Moje wspomnienia. Band I-III.
- 100. Walter G. Krywicki Byłem agentem Stalina. (Archiwum Rewolucji).
- 101. Jan Bielatowicz Gaude Mater Polonia.
- 102. Stanisław Mackiewicz Polityka Becka.
- 103. Zeszyty Historyczne. Heft 6.
- 104. Ignazio Silone Wybór towarzyszy. (Archiwum Rewolucji).
- 105. Wiktor Sukiennicki Biała księga. Fakty i dokumenty z okresu dwóch wojen światowych. (Dokumenty Heft 13).
- 106. Juliusz Mieroszewski Ewolucjonizm.

### 1965
- 107. Abram Terc [i.e. Andriej Siniawskij] Myśli niespodziewane.
- 108. Zeszyty Historyczne. Heft 7.
- 109. Wacław Iwaniuk Wybór wierszy.
- 110. Michał K. Pawlikowski Wojna i sezon.
- 111. Gustaw Herling-Grudziński Inny świat. Zapiski sowieckie. (Wyd. 2).
- 112. Witold Gombrowicz Kosmos.
- 113. Borys Lewickyj Terror i rewolucja. (Archiwum Rewolucji).
- 114. Stanisław Vincenz Po stronie pamięci. Wybór esejów.
- 115. Danuta Mostwin Olivia.
- 116. Czesław Miłosz Gucio zaczarowany. Poezje.
- 117. Zeszyty Historyczne. Heft 8.
- 118. Jerzy Pietrkiewicz Poematy londyńskie i wiersze przedwojenne.
- 119. January Grzędziński Mai 1926.
- 120. Mikołaj Arżak [i.e. Julij Daniel] Odkupienie i inne opowiadania.
- 121. Arthur Koestler Fragmenty wspomnień. (Archiwum Rewolucji).

### 1966
- 122. Michel Garder Agonia reżymu w ZSSR. (Archiwum Rewolucji).
- 123. Piotr Guzy Krótki żywot bohatera pozytywnego.
- 124. Dialog polsko-niemiecki w świetle dokumentów kościelnych [Polnisch-deutscher Dialog im Lichte kirchlicher Dokumente]. (Dokumenty Heft 15).
- 125. Zeszyty Historyczne. Heft 9.
- 126. Barbara Toporska Siostry. Powieść.
- 127. Sąd idzie! Stenogram z procesu Andrieja Siniawskiego i Julija Daniela. (Dokumenty Heft 16).
- 128. Marek Hłasko Piękni dwudziestoletni.
- 129. Borys Lewickyj Polityka narodowościowa ZSSR. (Archiwum Rewolucji).
- 130. Mihajlo Mihajlov Tematy rosyjskie. (Archiwum Rewolucji).
- 131. George J. Flemming [i.e. Jerzy Działak] Polska mało znana.
- 132. Jacek Kuroń i Karol Modzelewski List otwarty do Partii. (Dokumenty Heft 17).
- 133. Zeszyty Historyczne. Heft 10.
- 134. Wacław Lednicki Rosyjsko-polska entente cordiale (jej początki i fundamenty, 1903–1905).
- 135. Adam Czerniawski Sen-Cytadela-Gaj. Poezje.
- 136. Schizmy. (Dokumenty Heft 18).
- 137. George J. Flemming [i.e. Jerzy Działak] Czym to się je? Czyli dobre rady dla reemigrantów i turystów.
- 138. Witold Gombrowicz Dziennik (1961–1966). – Operetka.
- 139. Aleksander Hertz Refleksje amerykańskie.
- 140. Zeszyty Historyczne. Heft 11.

### 1967
- 141. Olga Scherer W czas morowy. Powieść.
- 142. Alicja Zawadzka-Wetz Refleksje pewnego życia. Wspomnienia. (Dokumenty Heft 19).
- 143. Bonifacy Miązek Ziemia otwarta. Poezje.
- 144. Juliusz Mieroszewski Polityczne neurozy.
- 145. Zeszyty Historyczne. Heft 12.
- 146. Aleksander Hertz Szkice o ideologiach.
- 147. Wiktor Sukiennicki Legenda i rzeczywistość. Wspomnienia i uwagi o dwudziestu latach Uniwersytetu Stefana Batorego w Wilnie. (Dokumenty Heft 20).
- 148. Tomasz Staliński [i.e. Stefan Kisielewski] Widziane z góry.
- 149. Galina Sieriebriakowa Hurgan.
- 150. Swietlana Allilujewa Dwadzieścia listów do przyjaciela. (Archiwum Rewolucji).
- 151. Aleksander Weissberg-Cybulski Wielka czystka. (Archiwum Rewolucji).
- 152. Leopold Tyrmand Życie towarzyskie i uczuciowe. Powieść.

### 1968
- 153. Zeszyty Historyczne. Heft 13.
- 154. Kazimierz Wierzyński Czarny polonez. Poezje.
- 155. Czesław Dobek Drugi rzut i inne opowiadania.
- 156. Wacław Iwaniuk Ciemny czas. Poezje.
- 157. Leon Mitkiewicz Z gen. Sikorskim na obczyźnie. (Fragmenty wspomnień). (Dokumenty Heft 21)
- 158. Alicja Iwańska Świat przetłumaczony.
- 159. Piotr Guzy Stan wyjątkowy.
- 160. Julian Kulski Stefan Starzyński w mojej pamięci. (Dokumenty Heft 22).
- 161. Zeszyty Historyczne. Heft 14.
- 162. Andriej Sacharow Rozmyślania o postępie, pokojowym współistnieniu i wolności intelektualnej [Gedanken über Fortschritt, friedliche Koexistenz und geistige Freiheit]. (Dokumenty Heft 23).
- 163. Jerzy Andrzejewski Apelacja. Powieść.
- 164. Eugenio Reale Raporty (Polska 1945–1946). (Dokumenty Heft 24).
- 165. Stanisław Wygodzki Zatrzymany do wyjaśnienia. Powieść.
- 166. Henryk Grynberg Zwycięstwo. Powieść.

### 1969
- 167."Wydarzenia marcowe 1968. (Dokumenty Heft 25).
- 168. Dominique de Roux Rozmowy z Gombrowiczem.
- 169. Iwan Koszeliwec Ukraina 1956–1968. (Dokumenty Heft 26)
- 170. Zeszyty Historyczne. Heft 15.
- 171. Kazimierz Wierzyński Sen mara. Poezje.
- 172. Polskie Przedwiośnie. Wydarzeń marcowych Band 2. – Czechosłowacja. (Dokumenty Heft 27).
- 173. Józef Mackiewicz Nie trzeba głośno mówić. Powieść.
- 174. Andrzej Busza Znaki wodne. Poezje.
- 175. Gustaw Herling-Grudziński Upiory rewolucji. Eseje.
- 176. Zeszyty Historyczne. Heft 16.
- 177. Czesław Miłosz Widzenia nad zatoką San Francisco.
- 178. Czesław Miłosz Miasto bez imienia. Poezje.
- 179. Paulina Preiss Biurokracja totalna.
- 180. Komunizm z ludzką twarzą. (Dokumenty Heft 28)
- 181. Witold Gombrowicz Ferdydurke. (Dzieła zebrane. Band I).
- 182. Franciszek Kalinowski Lotnictwo polskie w Wielkiej Brytanii 1940–1945.
- 183. Władysław Bieńkowski Motory i hamulce socjalizmu. (Dokumenty Heft 29).
- 184. Znasz-li ten kraj? (Dokumenty Heft 30).

### 1970
- 185. Zeszyty Historyczne. Heft 17.
- 186. Witold Gombrowicz Trans-Atlantyk. (Dzieła zebrane. Band II).
- 187. Aleksander Sołżenicyn Krąg pierwszy. Band I-II.
- 188. Sławomir Mrożek Dwa listy i inne opowiadania.
- 189. Witold Gombrowicz Poronografia. (Dzieła zebrane. Band III).
- 190. Andriej Amalrik Czy Związek Sowiecki przetrwa do roku 1984? [Erlebt die Sowjetunion das Jahr 1984?] (Dokumenty Heft 31)
- 191. Witold Gombrowicz Kosmos. (Dzieła zebrane. Band IV).
- 192. Zeszyty Historyczne. Heft 18.
- 193. Władysław Bieńkowski Kryzys rolnictwa czy kryzys polityki rolnej? (Z dodatkiem "Katechizmu rolniczego"). (Dokumenty Heft 32).
- 194. Andrzej Bobkowski Coco de Oro.
- 195. Juliusz Mieroszewski Modele i praktyka.
- 196. Tadeusz Nowakowski Happy End. Powieść.
- 197. Głosy stamtąd. ZSSR i PRL (Od opozycji do rewolucji). (Dokumenty Heft 33).

### 1971
- 198. O. N. Burba-Kochański [i.e. Edward Goskrzyński] List do emigranta. (Dokumenty Heft 34).
- 199. Tomasz Staliński [i.e. Stefan Kisielewski] Cienie w pieczarze.
- 200. Zeszyty Historyczne. Heft 19.
- 201. Bogdan Czaykowski Point-no-point. Poezje.
- 202. Poznań 1956 – Grudzień 1970. (Dokumenty Heft 35).
- 203. Aleksander Sołżenicyn Oddział chorych na raka.
- 204. Witold Gombrowicz Teatr. (Dzieła zebrane. Band V).
- 205. Witold Gombrowicz Dziennik (I) 1953–1956. (Dzieła zebrane. Band VI).
- 206. Władysław Bieńkowski Drogi wyjścia. (Dokumenty Heft 36).
- 207. Danuta Irena Bieńkowska Pieśń suchego języka. Poezje.
- 208. Zeszyty Historyczne. Heft 20.
- 209. Władysław Bieńkowski Socjologia klęski. Dramat Gomułkowskiego czternastolecia. (Dokumenty Heft 37).
- 210. Jerzy Stempowski (Paweł Hostowiec) Od Berdyczowa do Rzymu.
- 211. Witold Gombrowicz Dziennik (II) 1957–1961. (Dzieła zebrane. Band VII).
- 212. Janusz Szpotański Satyra podziemna.
- 213. Witold Gombrowicz Dziennik (III) 1961–1966. (Dzieła zebrane. Band VIII).

### 1972
- 214. Ewa Wacowska Rewolta szczecińska i jej znaczenie. (Dokumenty Heft 38).
- 215. Czesław Miłosz Prywatne obowiązki.
- 216. Danuta Mostwin Ja za wodą, ty za wodą…
- 217. Zeszyty Historyczne. Heft 21.
- 218. Witold Gombrowicz Opowiadania. (Dzieła zebrane. Band IX).
- 219. Andrzej Chciuk Wizyta w Izraelu.
- 220. Sąd orzekł… (Dokumenty Heft 39).
- 221. Tomasz Staliński [i.e. Stefan Kisielewski] Romans zimowy.
- 222. Aleksander Sołżenicyn Krąg pierwszy. Band I–II.
- 223. Zeszyty Historyczne. Heft 22.
- 224. Leszek Kołakowski Obecność mitu.

### 1973
- 225. Zeszyty Historyczne. Heft 23.
- 226. Adam Krzyżanowski Dzieje Polski.
- 227. Kazimierz Orłoś Cudowna melina. Powieść.
- 228. Aleksander Sołżenicyn Oddział chorych na raka. (Wyd. 2).
- 229. Wymiar sprawiedliwości w PRL. (Dokumenty Heft 40).
- 230. Zeszyty Historyczne. Heft 24.
- 231. Gustaw Herling-Grudziński Dziennik pisany nocą 1971–1972.
- 232. Zeszyty Historyczne. Heft 25.
- 233. Władysław Żeleński Zabójstwo ministra Pierackiego.
- 234. Maria Hirszowicz Komunistyczny Lewiatan.
- 235. Zeszyty Historyczne. Heft 26.
- 236. Przeciw niewolnictwu. Głos wolnej Rosji. (Dokumenty Heft 41).
- 237. Marek Hłasko Cmentarze. Następny do raju.
- 238. Marek Hłasko "Opowiadania".
- 239. Witlod Gombrowicz Varia. (Dzieła zebrane. Band X).
- 240. Włodzimierz Odojewski Zasypie, wszystko zawieje.

### 1974
- 241. Zeszyty Historyczne. Heft 27.
- 242. Bogdan Madej Piękne kalalie albo dojrzewanie miłości.
- 243. Tomasz Staliński [i.e. Stefan Kisielewski] Śledztwo.
- 244. Zeszyty Historyczne. Heft 28.
- 245. Czesław Miłosz Gdzie wschodzi słońce i kędy zapada.
- 246. Powszechna deklaracja praw człowieka w językach: polskim, białoruskim, czeskim, litewskim, rosyjskim, słowackim, ukraińskim. (Dokumenty Heft 42).
- 247. Aleksander Sołżenicyn Archipelag GUŁag. 1918–1956. Próba analizy literackiej. I-II.
- 248. Zeszyty Historyczne. Heft 29.
- 249. Jacek Bierezin Wam. Poezje.
- 250. Zeszyty Historyczne. Heft 30.
- 251. Michał Heller Świat obozów koncentracyjnych a literatura sowiecka.

### 1975
- 252. Zeszyty Historyczne. Heft 31.
- 253. Stefan Korboński Polskie Państwo Podziemne. Przewodnik po Podziemiu z lat 1939–1945.
- 254. Marek Tarniewski [i.e. Jakub Karpiński] Ewolucja czy rewolucja.
- 255. Zeszyty Historyczne. Heft 32.
- 256. Zeszyty Historyczne. Heft 33.
- 257. Maria Danilewicz-Zielińska Bibliografia. "Kultura" (1958–1973), Zeszyty Historyczne. (1962–1973), Działalność wydawnicza (1959–1973).
- 258. Aleksander Sołżenicyn Archipelag GUŁag. 1918–1956. Próba analizy literackiej. III-IV.
- 259. Zeszyty Historyczne. Heft 34.
- 260. Andriej Sacharow Mój kraj i świat [Mein Land und die Welt].

### 1976
- 261. Zeszyty Historyczne. Heft 35.
- 262. Leszek Kołakowski Główne nurty marksizmu. Powstanie-rozwój-rozkład. Band I.
- 263. Tomasz Staliński [i.e. Stefan Kisielewski] Ludzie w akwarium. Powieść.
- 264. Witold Sułkowski Szkoła zdobywców.
- 265. Zeszyty Historyczne. Heft 36.
- 266. Zeszyty Historyczne. Heft 37.
- 267. Stanisław Swianiewicz W cieniu Katynia.
- 268. Zeszyty Historyczne. Heft 38.
- 269. Juliusz Mieroszewski Materiały do refleksji i zadumy.

### 1977
- 270. Wacław Solski Moje wspomnienia.
- 271. Bogdan Madej Maść na szczury. (Bez cenzury).
- 272. Zeszyty Historyczne. Heft 39.
- 273. Aniela Steinsbergowa Widziane z ławy obrończej. (Bez cenzury).
- 274. Marek Tarniewski [i.e. Jakub Karpiński] Krótkie spięcie. (Marzec 1968). (Dokumenty Heft 43).
- 275. Stanisław Barańczak Ja wiem, że to niesłuszne. Wiersze z lat 1975–1976. (Bez cenzury).
- 276. Ruch oporu. (Dokumenty Heft 44).
- 277. Adam Michnik Kościół, lewica, dialog. (Bez cenzury).
- 278. Zeszyty Historyczne. Heft 40.
- 279. Zeszyty Historyczne. Heft 41.
- 280. Czesław Miłosz Ziemia Ulro.
- 281. Wiktor Woroszylski Literatura. Powieść. (Bez cenzury).
- 282. Leszek Kołakowski Główne nurty marksizmu. Powstanie-rozwój-rozkład. Band II.
- 283. Witold Gombrowicz Wspomnienia polskie. – Wędrówki po Argentynie. (Dzieła zebrane. Band XI).284. Zeszyty Historyczne. Heft 42.

### 1978
- 285. Kazimierz Brandys Nierzeczywistość. (Bez cenzury).
- 286. Władysław Gnomacki [i.e. Janusz Szpotański] Towarzysz Szmaciak czyli Wszystko dobre, co się dobrze kończy.
- 287. Zeszyty Historyczne. Heft 43.
- 288. Aleksander Sołżenicyn Archipelag GUŁag. 1918–1956. Próba analizy literackiej. V-VI-VII.
- 289. Maria Danilewicz-Zielińska Szkice o literaturze emigracyjnej.
- 290. Maria Czapska Czas odmieniony.
- 291. Władysław Bieńkowski Socjalizm po 60 latach. (Bez cenzury).
- 292. Zeszyty Historyczne. Heft 44.
- 293. Ryszard Krynicki Nasze życie rośnie. Wiersze. (Bez cenzury).
- 294. PPN-Polskie Porozumienie Niepodległościowe. (Bez cenzury).
- 295. Jacek Kuroń Zasady ideowe. (Bez cenzury).
- 296. Zeszyty Historyczne. Heft 45.
- 297. Julian Wołoszynowski Było tak.
- 298. Zeszyty Historyczne. Heft 46.
- 299. Leszek Kołakowski Główne nurty marksizmu. Powstanie-rozwój-rozkład. Band III.
- 300. Maria Danilewicz-Zielińska Wspomnienia o Bibliotece Narodowej w Warszawie.

### 1979
- 301. Zeszyty Historyczne. Heft 47.
- 302. Jerzy Bartecki [i.e. Juliusz Kolipiński] Gospodarka na manowcach. – Paweł Tenczyński Uwagi na marginesie.
- 303. Stanisław Barańczak Etyka i poetyka. (Bez cenzury).
- 304. Bronisław Krzyżanowski Wieleński matecznik, 1939–1944. (Bez cenzury).
- 305. Zeszyty Historyczne. Heft 48.
- 306. Czesław Miłosz Ogród nauk.
- 307. Zeszyty Historyczne. Heft 49.
- 308. George Orwell 1984. Powieść.
- 309. Czesław Miłosz Dolina Issy. Powieść.
- 310. Zeszyty Historyczne. Heft 50.
- 311. Marek Tarniewski [i.e. Jakub Karpiński] Porcja wolności. (Październik 1956). (Dokumenty Heft 45).

### 1980
- 312. Kazimierz Orłoś Trzecie kłamstwo. Powieść.
- 313. Raport o stanie narodu i PRL. (Dokumenty Heft 46).
- 314. Zeszyty Historyczne. Heft 51.
- 315. Głos. Niezależny miesięcznik społeczno-polityczny. (Dokumenty Heft 47).
- 316. Antoni Rekulski [i.e. Wiktor Kulerski] Czy drugi Katyń?
- 317. Zeszyty Historyczne. Heft 52.
- 318. Gustaw Herling-Grudziński Dziennik pisany nocą (1973–1979).
- 319. Konwersatorium ‘Doświadczenie i przyszłość’. Jak z tego wyjść? (Opracowanie wyników ankiety). (Dokumenty Heft 48).
- 320. Zeszyty Historyczne. Heft 53.
- 321. Janina Kowalska [i.e. Hanna Świderska] Pogranicze.
- 322. Zofia Romanowiczowa Skrytki.
- 323. Zeszyty Historyczne. Heft 54.
- 324. Henryk Grynberg Życie codzienne i artystyczne.
- 325. Czesław Miłosz Zniewolony umysł. (Dzieła zbiorowe. Band III).
- 326. Czesław Miłosz Zdobycie władzy. (Dzieła zbiorowe. Band IV).
- 327. Czesław Miłosz Rodzinna Europa. (Dzieła zbiorowe. Band VI).
- 328. Czesław Miłosz Prywatne obowiązki. (Dzieła zbiorowe. Band VII).
- 329. Czesław Miłosz Ziemia Ulro. (Dzieła zbiorowe. Band VIII).
- 330. Czesław Miłosz Dolina Issy. (Dzieła zbiorowe. Band V).
- 331. Czesław Miłosz Widzenia nad zatoką San Francisco. (Dzieła zbiorowe. Band IX).

### 1981
- 332. Czesław Miłosz Ogród nauk. (Dzieła zbiorowe. Band X).
- 333. Paweł Zaremba Historia Dwudziestolecia (1918–1939).
- 334. Zeszyty Historyczne. Heft 55.
- 335. Kazimierz Brandys Miesiące. 1978–1979.
- 336. Czesław Miłosz Poezje (t. I). (Dzieła zbiorowe. Band I).
- 337. Stanisław Barańczak Tryptyk z betonu, zmęczenia i śniegu. (Bez cenzury).
- 338. Zeszyty Historyczne. Heft 56.
- 339. Czesław Miłosz Poezje (t. II). (Dzieła zbiorowe. Band II).
- 340. Maciej Broński [i.e. Wojciech Skalmowski] Teksty i preteksty.
- 341. Zeszyty Historyczne. Heft 57.
- 342. Józef Czapski Tumult i widma.
- 343. Maria Januszkiewicz Kazachstan.
- 344. Zeszyty Historyczne. Heft 58.
- 345. Maria Danilewicz-Zielińska Bibliografia. Kultura (1974–1980), Zeszyty Historyczne. (1974–1980), Działalność wydawnicza (1974–1980).
- 346. Czesław Miłosz Poezje (t. III). (Dzieła zbiorowe. Band XI).

### 1982
- 347. Zeszyty Historyczne. Heft 59.
- 348. Adam Czerniawski Wiek złoty, 1969–1981.
- 349. Zdzisław Najder Ile jest dróg?
- 350. Marek Nowakowski Raport o stanie wojennym.
- 351. Piotr Guzy Krótki żywot bohatera pozytywnego. (Powieść).
- 352. Konstanty A. Jeleński Zbiegi okoliczności.
- 353. Zeszyty Historyczne. Heft 60.
- 354. Witold Gombrowicz Dziennik (1953–1956). (Dzieła zebrane. Band VI).
- 355. Witold Gombrowicz Dziennik (1957–1961). (Dzieła zebrane. Band VII).
- 356. Witold Gombrowicz Dziennik (1961–1966). (Dzieła zebrane. Band VIII).
- 357. Kazimierz Brandys Miesiące. 1980–1981.
- 358. Zeszyty Historyczne. Heft 61.
- 359. Marek Tarniewski [i.e. Jakub Karpiński] Płonie Komitet. (Grudzień 1970-Czerwiec 1976).
- 360. Witold Gombrowicz Ferdydurke. (Dzieła zebrane. Band I).
- 361. Witold Gombrowicz Pornografia. (Dzieła zebrane. Band II).
- 362. Witold Gombrowicz Wspomnienia polskie. – Wędrówki po Argentynie. (Dzieła zebrane. Band XI).363. Stefan Kisielewski Podóż w czasie.
- 364. Adam Mickiewicz Księgi Narodu Polskiego i Pielgrzymstwa Polskiego.
- 365. Józef Kuśmierek Stan Polski.
- 366. Grażyna Pomian Polska Solidarności.
- 367. Zeszyty Historyczne. Heft 62.
- 368. Sławomir Mrożek Vatzlav. – Ambasador.

### 1983
- 369. Zeszyty Historyczne. Heft 63.
- 370. Czesław Miłosz Świadectwo poezji. Sześć wykładów o dotkliwościach naszego wieku.
- 371. Stanisław Swianiewicz W cieniu Katynia.
- 372. Wojciech Karpiński Amerykańskie cienie.
- 373. Marek Nowakowski Raport o stanie wojennym. II.
- 374. Adam Zagajewski List. Oda do wielości. Poezje.
- 375. Zygmunt Korybutowicz [i. e. Andrzej Friszke] Grudzień 1970.
- 376. Zeszyty Historyczne. Heft 64.
- 377. Arthur Koestler Ciemność w południe.
- 378. Jacek Kaczmarski Wiersze i piosenki.
- 379. Zeszyty Historyczne. Heft 65.
- 380. Zbigniew Herbert Raport z oblężonego miasta i inne wiersze.
- 381. Prawa człowieka i obywatela w PRL (13 XII 1981- 13 XII 1982). (Dokumenty Heft 49).
- 382. Alfa [ i.e. Kazimiera Kijowska] Rozmowy niekontrolowane – rozmowy niekontrolowane – rozmowy niekontrolowane.
- 383. Marek Nowakowski Notatki z codzienności. (Grudzień 1982-Lipiec 1983).
- 384. Zeszyty Historyczne. Heft 66.
- 385. Ryszard Bugajski Przesłuchanie. Scenariusz filmowy.
- 386. Leopolita [i.e. Roman Zimand] Teksty cywilne przez Leopolitę.

### 1984
- 387. Jerzy Holzer Solidarność 1980–1981. Geneza i historia.
- 388. Zeszyty Historyczne. Heft 67.
- 389. Henryk Siewierski Spotkanie narodów.
- 390. Gustaw Herling-Grudziński Dziennik pisany nocą (1980–1983).
- 391. Zeszyty Historyczne. Heft 68.
- 392. Jarosław Marek Rymkiewicz Rozmowy polskie latem 1983. (Fragmenty powieści).
- 393. Zeszyty Historyczne. Heft 69.
- 394. Michał Heller Polska w oczach Moskwy.
- 395. Kazimierz Brandys Miesiące. 1982–1984.
- 396. Sławomir Mrożek Alfa.
- 397. Marek Nowakowski Dwa dni z Aniołem.
- 398. Włodzimierz Odojewski Zabezpieczanie śladów.
- 399. Zeszyty Historyczne. Heft 70.
- 400. Czesław Miłosz Nieobjęta ziemia.
- 401. Józef Łobodowski Dwie książki.
- 402. Zofia Romanowiczowa Na Wyspie.

### 1985
- 403. Zeszyty Historyczne. Heft 71.
- 404. Adam Michnik Z dziejów honoru w Polsce. Wypisy więzienne.
- 405. Jan Mur (i.e. Andrzej Drzycimski, Andrzej Kinaszewski) Dziennik internowanego. (Grudzień 1981-grudzień 1982).
- 406. Zeszyty Historyczne. Heft 72.
- 407. Zeszyty Historyczne. Heft 73.
- 408. Czesław Miłosz Zaczynając od moich ulic. (Dzieła zbiorowe. Band XII).
- 409. Wiktoria Kraśniewska [i.e. Barbara Skarga] Po wyzwoleniu… (1944–1956).
- 410. Wojciech Giełżyński Budowanie Niepodległej.
- 411. Ewa Maria Slaska Dochodzenie.
- 412. Zeszyty Historyczne. Heft 74.
- 413. Piotr Wandycz Polska a zagranica.

### 1986
- 414. Zeszyty Historyczne. Heft 75.
- 415. Protokoły tzw. Komisji Grabskiego. Tajne dokumenty PZPR. (Dokumenty Heft 50).
- 416. Leopold Unger Orzeł i reszta.
- 417. Zeszyty Historyczne. Heft 76.
- 418. Andrzej Szczypiorski Początek.
- 419. Marek Nowakowski Grisza, ja tiebie skażu …
- 420. Igor Newerly Zostało z uczty bogów.
- 421. Zeszyty Historyczne. Heft 77.
- 422. Jacek Trznadel Hańba domowa. Rozmowy z pisarzami.
- 423. Zeszyty Historyczne. Heft 78.

### 1987
- 424. Zeszyty Historyczne. Heft 79.
- 425. Daniel Beauvois Polacy na Ukrainie, 1831 – 1863. Szlachta polska na Wołyniu, Podolu i Kijowszczyźnie.
- 426. Jan Lipski Szkice o poezji.
- 427. Jarosław Marek Rymkiewicz Żmut.
- 428. Zeszyty Historyczne. Heft 80.
- 429. Kazimierz Orłoś Historia "Cudownej meliny".
- 430. Zeszyty Historyczne. Heft 81.
- 431. Innocenty M. Bocheński Sto zabobonów. Krótki filozoficzny słownik zabobonów.
- 432. Kazimierz Brandys Miesiące. 1985 – 1987.
- 433. Czesław Miłosz Kroniki.
- 434. Zeszyty Historyczne. Heft 82.

### 1988
- 435. Jarosław Marek Rymkiewicz Umschlagplatz.
- 436. Janusz Anderman Kraj świata.
- 437. Zeszyty Historyczne. Heft 83.
- 438. Michał Heller Maszyna i śrubki. Jak hartował się człowiek sowiecki.
- 439. Jerzy R. Krzyżanowski Banff. Powieść.
- 440. Jakub Karpiński Taternictwo nizinne.
- 441. Zeszyty Historyczne. Heft 84.
- 442. Zeszyty Historyczne. Heft 85.
- 443. Witold D. Sylwestrowicz Listy niewysłane. Dziennik z okresu wojny, wrzesień 1939-kwiecień 1945.
- 444. Marek Nowakowski Karnawał i post.
- 445. Zeszyty Historyczne. Heft 86.

### 1989
- 446. Zygmunt Haupt Szpica. Opowiadania, warianty, szkice.
- 447. Zeszyty Historyczne. Heft 87.
- 448. Maria Danilewicz-Zielińska Bibliografia. "Kultura" (1981–1987), Zeszyty Historyczne. (1981–1987), Działalność wydawnicza (1981–1987).
- 449. Witold Bereś, Krzysztof Burnetko Tylko nie o polityce. Wywiady "Promienistych".
- 450. Zeszyty Historyczne. Heft 88.
- 451. Kazimierz Braun Pomnik.
- 452. Zeszyty Historyczne. Heft 89.
- 453. Gustaw Herling-Grudziński Dziennik pisany nocą (1984–1988).
- 454. Paweł Smoleński (Tomasz Jerz) Pokolenie kryzysu.
- 455. Zeszyty Historyczne. Heft 90.

### 1990
- 456. Zbigniew Brzeziński Wielkie bankructwo. Narodziny i śmierć komunizmu w XX wieku.
- 457. Polska polityka zagraniczna w latach 1926–1939. Na podstawie tekstów min. Józefa Becka opracowała Anna M. Cienciała.
- 458. Zeszyty Historyczne. Heft 91.
- 459. Bernard Nowak Cztery dni Łazarza.
- 460. Zbigniew Herbert Elegia na odejście.
- 461. Zeszyty Historyczne. Heft 92.
- 462. Czesław Miłosz Rok myśliwego.
- 463. Zeszyty Historyczne. Heft 93.
- 464. Agata Tuszyńska Rosjanie w Warszawie.
- 465. Zeszyty Historyczne. Heft 94.

### 1991
- 466. Jakub Karpiński Dziwna wojna.
- 467. Zeszyty Historyczne. Heft 95.
- 468. Zeszyty Historyczne. Heft 96.
- 469. Zeszyty Historyczne. Heft 97.
- 470. Zeszyty Historyczne. Heft 98.

### 1992
- 471. Zeszyty Historyczne. Heft 99.
- 472. Wacław Zbyszewski Zagubieni romantycy i inni.
- 473. Zeszyty Historyczne. Heft 100.
- 474. Zygmunt Hertz Listy do Czesława Miłosza (1952–1979).
- 475. Zeszyty Historyczne. Heft 101.
- 476. Smecz [i.e. Tomasz Jastrun] Z ukosa.
- 477. Roman Zimand Materiał dowodowy. Szkice drugie.
- 478. Zeszyty Historyczne. Heft 102.

### 1993
- 479. Zeszyty Historyczne. Heft 103.
- 480. Zeszyty Historyczne. Heft 104.
- 481. Zeszyty Historyczne. Heft 105.
- 482. Zeszyty Historyczne. Heft 106.

### 1994
- 483. Zeszyty Historyczne. Heft 107.
- 484. Zeszyty Historyczne. Heft 108.
- 485. Wacław Iwaniuk Moje strony świata. Poezje.
- 486. Zeszyty Historyczne. Heft 109.
- 487. Zeszyty Historyczne. Heft 110.

### 1995
- 488. Zeszyty Historyczne. Heft 111.
- 489. Zeszyty Historyczne. Heft 112.
- 490. Zeszyty Historyczne. Heft 113.
- 491. Zeszyty Historyczne. Heft 114.

### 1996
- 492. Zeszyty Historyczne. Heft 115.
- 493. Jacek Krawczyk, Janusz Szymański Bibliografia. Zeszyty Historyczne. 1–110 (1962–1994).
- 494. Zeszyty Historyczne. Heft 116.
- 495. Zeszyty Historyczne. Heft 117.
- 496. Zeszyty Historyczne. Heft 118.

### 1997
- 497. Zeszyty Historyczne. Heft 119.
- 498. Anna Supruniuk, Mirosław A. Supruniuk Bibliografia. "Kultura" (1988–1996), Zeszyty Historyczne. (1988–1996), Działalność wydawnicza (1988–1996).
- 499. Zeszyty Historyczne. Heft 120.
- 500. Zeszyty Historyczne. Heft 121.
- 501. Zeszyty Historyczne. Heft 122.

### 1998
- 502. Zeszyty Historyczne. Heft 123.
- 503. Zeszyty Historyczne. Heft 124.
- 504. Zeszyty Historyczne. Heft 125.
- 505. Zeszyty Historyczne. Heft 126.

### 1999
- 506. Zeszyty Historyczne. Heft 127.
- 507. Zeszyty Historyczne. Heft 128.
- 508. Zeszyty Historyczne. Heft 129.
- 509. Zeszyty Historyczne. Heft 130.

### 2000
- 510. Zeszyty Historyczne. Heft 131.
- 511. Zeszyty Historyczne. Heft 132.
- 512. Zeszyty Historyczne. Heft 133.[4]